# Olympische Jugend-Sommerspiele 2010/Teilnehmer (Kaimaninseln)
| Gelbes Symbol für Goldmedaillen mit stilisierten Olympischen Ringen | Graues Symbol für Silbermedaillen mit stilisierten Olympischen Ringen | Braundes Symbol für Bronzemedaillen mit stilisierten Olympischen Ringen |
| ------------------------------------------------------------------- | --------------------------------------------------------------------- | ----------------------------------------------------------------------- |
| —                                                                   | —                                                                     | —                                                                       |

Die Jugend-Olympiamannschaft der Kaimaninseln für die I. Olympischen Jugend-Sommerspiele vom 14. bis 26. August 2010 in Singapur bestand aus drei Athleten.

## Athleten nach Sportarten

### Schwimmen
| Mädchen - Lara Butler 100 m Rücken: 33. Platz 100 m Schmetterling: 29. Platz | Jungen - Seiji Groome 200 m Brust: 19. Platz 200 m Lagen: 25. Platz |

### Segeln
Mädchen
- Elizabeth Wauchope
Byte CII: 25. Platz